# (3722) Urata
(3722) Urata es un asteroide perteneciente al cinturón de asteroides descubierto por Karl Wilhelm Reinmuth el 29 de octubre de 1927 desde el Observatorio de Heidelberg-Königstuhl, Alemania.

## Designación y nombre
Urata recibió inicialmente la designación de 1927 UE.
Más adelante, en 1990, se nombró en honor del astrónomo aficionado japonés Takeshi Urata (1947-2012).

## Características orbitales
Urata está situado a una distancia media de 2,236 ua del Sol, pudiendo alejarse hasta 2,681 ua y acercarse hasta 1,791 ua. Tiene una excentricidad de 0,1989 y una inclinación orbital de 6,458 grados. Emplea 1221 días en completar una órbita alrededor del Sol.

## Características físicas
La magnitud absoluta de Urata es 12,6 y el periodo de rotación de 5,567 horas.